# سرغري كلاغ خوردة (زيلايي)
سرغري کلاغ خوردة (بالفارسية: سرگری کلاغ خورده) هي قرية تقع في إيران في قسم زیلایی الريفي. يقدر عدد سكانها بـ 17 نسمة بحسب إحصاء 2016.